# Dzaoudzi
Dzaoudzi es una comuna francesa situada en el departamento y región de Mayotte. 
El gentílico francés de sus habitantes es Dzaoudziens y Dzaoudziennes.

## Geografía
La comuna se halla situada al norte de la isla de Pamanzi y está formada por las villas de Dzaoudzi y Labattoir.

### Demografía
| Gráfica de evolución demográfica de Dzaoudzi entre 1997 y 2017 |
|                                                                |

Fuente: Insee